# NGC 7784
NGC 7784 је галаксија у сазвежђу Пегаз која се налази на NGC листи објеката дубоког неба.
Деклинација објекта је + 21° 45' 46" а ректасцензија 23h 55m 13,6s. Привидна величина (магнитуда) објекта NGC 7784 износи 14,5 а фотографска магнитуда 15,5. NGC 7784 је још познат и под ознакама MCG 4-1-1, CGCG 477-29, CGCG 478-1, NPM1G +21.0608, PGC 72862.